# Opschaling
Opschaling is een term die door hulpdiensten gebruikt wordt voor het vergroten van de organisatie tijdens een incident of ramp. De mate van opschaling bepaalt het aantal eenheden (voertuigen en personeel), maar ook de wijze van aansturing. 
Voor de bestuurlijke aspecten is in Nederland de Gecoördineerde Regionale Incidentbestrijdings Procedure (GRIP) van toepassing. Voor de operationele diensten gelden per dienst andere opschalingsprotocollen.

## Brandweer
De brandweer in Nederland kent de volgende standaard operationele opschaling:
- Klein (kleine brand, kleine hulpverlening), één tankautospuit of hulpverleningsvoertuig is voldoende om de situatie meester te worden
- Middel, twee tankautospuiten en een Officier van Dienst
- Groot, drie tankautospuiten en een Officier van Dienst en Hulpverleningsvoertuig en in veel gevallen ook een Verbindings- en Commandovoertuig
- Zeer groot, in principe wordt nu een brandweerpeloton gevormd
- Compagniesinzet